# Esquadrilha de Subsuperfície
A Esquadrilha de Subsuperfície (ES) MHC é o comando administrativo da Marinha Portuguesa, ao qual compete garantir o aprontamento dos seus submarinos e unidades de mergulhadores. A ES é comandada por um capitão de mar e guerra, da dependência do comandante da Flotilha.
Criada em 1915, com a designação de Esquadrilha de Submersíveis, passou a designar-se Esquadrilha de Submarinos em 1968 e recebeu a atual denominação em 2016.

## História
A atual Esquadrilha da Submarinos foi criada em 1915, como Esquadrilha de Submersíveis, quando da receção dos três submersíveis da classe Foca, que se vieram juntar ao Espadarte, recebido em 1913. Estas quatro unidades constituíram a primeira geração de submarinos portugueses, referida como a "1ª Esquadrilha".
A de 1 de dezembro de 1934, a Esquadrilha recebeu o primeiro dos três submersíveis da classe Delfim, que vieram substituir as unidades da classe Foca. Estas três unidades constituíram a chamada "2ª Esquadrilha".
Em 1948, a Marinha Portuguesa recebeu três submersíveis da classe Narval, que substituíram os da classe Delfim e formaram a "3ª Esquadrilha".
A 1 de outubro de 1968, foi recebido o primeiro dos quatro submarinos da classe Albacora, em substituição dos submersíveis da classe Narval. Os novos submarinos formaram a "4ª Esquadrilha".
A 13 de dezembro de 1968, a Esquadrilha de Submersíveis passou a designar-se "Esquadrilha de Submarinos".
Na sequência da Lei Orgânica da Marinha de 1993 (Decreto-lei n.º 49/93 de 26 de fevereiro), a Esquadrilha de Submarinos deixa de constituir uma força naval e passa a ter o estatuto de comando administrativo da Marinha, com funções essencialmente logísticas.
Em 2009, a Marinha Portuguesa recebe o primeiro dos novos submarinos da classe Tridente, atualmente em serviço e que constituem a "5ª Esquadrilha".
Em 2016, a Esquadrilha de Submarinos passa a designar-se "Esquadrilha de Subsuperfície".

## Organização
A Esquadrilha de Submarinos compreende:
1. Comandante da Esquadrilha de Submarinos (coadjuvado por um 2º comandante);
2. Conselho de Comandantes (composto pelo comandante, 2ª comandante e comandantes das unidades atribuídas);
3. Serviço de Treino e Avaliação;
4. Serviço de Logística;
5. Serviço de Mergulho;
6. Serviço de Saúde;
7. Serviço Administrativo e Financeiro;
8. Escola de Submarinos;
9. Escola de Mergulhadores;
10. Centro de Comunicações.
11. Secretaria.

## Submarinos

### Submarinos atuais
A Esquadrilha de Submarinos agrupa os seguintes submarinos:
- Classe Tridente:

1. NRP Tridente (S160);
2. NRP Arpão (S161).

### Antigos submarinos e submersíveis
- NRP Espadarte (1913-1928)
- Classe Foca (1915-1934)

1. NRP Foca
2. NRP Golfinho
3. NRP Hidra

- Classe Delfim (1934-1950)

1. NRP Delfim
2. NRP Espadarte
3. NRP Golfinho

- Classe Narval (1947-1969)

1. NRP Narval (S160)
2. NRP Náutilo (S161)
3. NRP Neptuno (S162)

- Classe Albacora (1967-2009)

1. NRP Albacora (S163)
2. NRP Barracuda (S164)
3. NRP Cachalote (S165)
4. NRP Delfim (S166)

## Unidades de mergulhadores
A Esquadrilha de Submarinos agrupa as seguintes unidades de mergulhadores:
1. Destacamento de Mergulhadores Sapadores n.º 1 (DMS1);
2. Destacamento de Mergulhadores Sapadores n.º 2 (DMS2).